# Сісаван
Сісаван (вірм. Սիսավան) — село в марзі Арарат, у центрі Вірменії. Село розташоване за 9 км на північний захід від міста Арарат, за 2 км на північний схід від села Аралез та за 2 км на північний захід від села Ванашен.